# Ralf Minge
Ralf Minge (ur. 8 października 1960 w Prösen) – niemiecki piłkarz występujący na pozycji napastnika, a także trener. Reprezentant NRD.

## Kariera klubowa
Minge jako junior grał w klubach TSG Gröditz oraz Dynamo Drezno. W 1980 roku w Dynamie rozpoczynał swoją karierę seniorską. Zawodnikiem tego klubu pozostał do końca kariery w 1991 roku. W tym czasie czterokrotnie zdobył z nim Puchar NRD (1982, 1984, 1985, 1990), a także dwukrotnie mistrzostwo NRD (1989, 1990).

## Kariera reprezentacyjna
W reprezentacji NRD Minge zadebiutował 13 kwietnia 1983 w wygranym 3:0 towarzyskim meczu z Bułgarią, a 28 marca 1984 w wygranym 2:1 towarzyskim spotkaniu z Czechosłowacją strzelił swojego pierwszego gola w drużynie narodowej. Po raz ostatni w kadrze zagrał 12 kwietnia 1989 w przegranym 0:2 pojedynku eliminacji Mistrzostw Świata 1990 z Turcją.
W latach 1983–1989 w drużynie narodowej rozegrał w sumie 36 spotkań i zdobył 8 bramek.

## Kariera trenerska
Po zakończeniu kariery Minge został trenerem. W 1993 oraz 1995 był tymczasowym szkoleniowcem Dynama Drezno. Potem trenował Erzgebirge Aue oraz rezerwy Bayeru 04 Leverkusen. W latach 2006–2007 był także trenerem reprezentacji Gruzji U-21.